# Usine Stellantis de Sochaux
L'usine Stellantis de Sochaux est le site industriel historique symbolique de Peugeot, implanté à Sochaux (Doubs). Son usine de pièces détachées et sous-traitants est l'usine Stellantis de Vesoul.

## Histoire

### Effectifs
Le centre de Sochaux a longtemps été le plus important site industriel de France, toutes industries confondues, avec près de 40 000 salariés en 1979, nombre revenu à 18 000 en l'an 2000, puis à 12 527 salariés au 31 octobre 2008, et passé sous les 9 000 en janvier 2017. Sur ces près de 9 000 personnes, 1 200 travaillent au centre d'essais de Belchamp, il n'y en a donc que 7 800 personnes sur le site de Sochaux proprement dit ; de ce nombre, 5 500 personnes sont affectées à la production, le reste fait en majorité partie des directions de l'Amont technico-industriel (études et essais techniques, méthodes industrielles). Le titre de premier site industriel de France lui a été ravi à partir de 2013 par Airbus Opérations à Toulouse, qui emploie en 2013 plus de 13 200 salariés.
|          | 1911 | 1920  | 1926  | 1930  | 1935   | 1937   | 1960   | 1968   | 1970   | 1978   | 2000   | 2008   | 2017  | 2019 |
| Effectif | 400  | 1 300 | 2 000 | 7 500 | 11 000 | 15 000 | 20 500 | 25 700 | 30 000 | 39 000 | 18 000 | 12 500 | 9 000 | 7000 |

### Production
Avant l'ouverture du centre de Mulhouse en 1972, le centre de Sochaux a construit toutes les Peugeot (voir plus bas). La Peugeot 104, lancée à Mulhouse, est la première à déroger à cette règle. 
Depuis la mise en place de la politique de plates-formes impulsée par Jean-Martin Folz, Sochaux est spécialisé dans les véhicules de taille moyenne, issus de la plate-forme TB (dite encore plateforme 2, base roulante commune aux Peugeot 307, Citroën C4, puis 308 I, DS5…) puis EMP2 (308 II, 3008, 5008, etc.). Le même type de production est à présent confié au site proche situé à Mulhouse.
En décembre 2010, la 20 millionième Peugeot est sortie des lignes de production.
En 2011, le site produit sa première Citroën (puis DS), la DS5.
En 2016, le site produit : 
- Peugeot 308 II berline et break « SW »,
- Peugeot 3008 I puis II,
- Peugeot 5008 I,
- DS 5.

En 2017, Sochaux aura produit 425 000 véhicules, en progression de 20 % par rapport à 2016 grâce au succès de la 308 et l'arrivée d'un premier modèle Opel et annonce une prévision de 500 000 exemplaires pour 2018.
En 2019, la production atteint 515 000 véhicules, mais se prépare à lancer des véhicules à plus faible capacité comme la DS4 et au passage à un flux unique, qui devrait entraîner une baisse des chiffres dans les années suivantes.

### Dates importantes
- 1810 : début des Peugeot dans l’industrie,
- 1889 : première voiture Peugeot,
- 1912 : création du site de Sochaux, à cheval sur les communes de Montbéliard et de Sochaux, dans une vaste zone considérée jusque-là comme trop marécageuse pour être constructible au confluent de l'Allan et du Doubs. Trois premiers bâtiments (19 000 m2) forment l’embryon de l’usine avec des ateliers de forge, de fonderie, de montage et d’outillage. Pendant la Première Guerre mondiale, Peugeot fabrique des camions avec des effectifs qui passent de 400 à 2 000 ouvriers[9].
- 1917, Peugeot achète 200 hectares autour de l’usine existante, jusqu’aux bords de l’Allan. Sont bâtis une fonderie, un emboutissage et une forge de 18 000 m2[9].
- Dans les années 1920, sous l'impulsion du fordisme, le site atteint 10 000 ouvriers[9].
- 1929 : lancement de la 201, premier véhicule de la marque Peugeot identifié par un nombre avec un zéro central,
- 1935 : lancement de l'aérodynamique 402,
- 1940-1944 : l'usine est mise sous contrôle par l’occupant allemand, sous surveillance de Ferdinand Porsche, l’outil de production devant être mis au service des besoins de l’armée allemande. En lien avec la Résistance, des dirigeants comme Auguste Bonal et des ouvriers organisent une patiente grève du zèle allant jusqu'au sabotage pour retarder le plus possible la production. Les Allemands déporteront huit directeurs du site dont Bonal. Après la libération, l’usine est en grande partie détruite par les bombardements[10] et le pillage allemand et les dirigeants partiront à la recherche des machines volées aux quatre coins de l’Europe pour pouvoir relancer l'activité[11],
- 1948 : lancement de la 203, le véhicule de la renaissance de l'usine après les destructions de la guerre,
- 1955 : lancement de la 403 ; l'usine compte alors 15 000 salariés,
- 1960 : lancement de la 404 ; l'usine compte 23 000 salariés,
- 1965 : lancement de la 204; première traction avant de la marque Peugeot et premier petit moteur Diesel sur le marché,
- 1968 : les grèves durent 3 semaines sur mai-juin et changent profondément le climat de l'usine; il y a deux morts au cours de la répression par les CRS[12], sur quatre morts recensés au cours des événements de mai 68 en France[13],
- 25 000 ouvriers en 1965[9].
- 1969 : lancement de la 304 ; l'usine compte alors 15 000 salariés
- 1970 : record de production avec 532 673 unités produites[14] et 35 000 employés en 1970[9].
- 1977 : lancement de la 305,
- 1979 : lancement de la 505 et nombre de salariés record : plus de 39 000 personnes travaillent à l'usine de Sochaux[15] (y inclus son annexe de Bart),
- 1987 : lancement de la 405 ; nouvelle tôlerie polyvalente entièrement automatisée
- 1989 : lancement de la 605 ; l'effectif est redescendu à 23 000 salariés ; grande grève de sept semaines à l'automne (la dernière que connaîtra le site)[13],
- De 1989 à 1992 : travaux de rénovation qui permettent l'ouverture d'ateliers ultramodernes de peinture et de montage situé au sud de la rivière Allan, dont l'ancien cours a été préalablement comblé et les eaux déversées dans une section à grand gabarit du canal du Rhône au Rhin,
- 1990 : crue historique de l'Allan qui submerge pour la première fois l'ensemble du site à l'occasion d'une fonte des neiges un peu rapide, arrête la production plus d'une semaine et fait perdre 12 000 voitures en production,
- 1995 : lancement de la 406,
- 2000 : lancement de la 607,
- 2001 : lancement de la 307,
- 2007 : nouvelle organisation du Groupe et lancement de la 308,
- 2010 : sortie en fin d'année de la première Citroën du site, la DS5[16],
- 2013 : lancement de la 308 II,
- 2016 : lancement de la 3008 II.
- 2016 : lancement de l'Opel Grandland X.
- 2021 : arrêt des activités d'outillage, qui sont délocalisées en Asie[17].

Dans les années 2010, l'usine se convertit au compactage de l’outil industriel en perdant 23, puis 50 hectares sur un total de 265 hectares et continue de se moderniser avec un nouvel emboutissage (6 000 m2), détruit le bout de l’ancien montage S30 afin de libérer de l’espace au profit des parcs d’expédition qui jouxteront le futur montage (44 000 m2), rase le Building Centre (10 000 m2) et le Cercle Hôtel (3 800 m2). Le programme Sochaux 2022 marque un investissement de 200 millions d’euros.

## Production

### Véhicules produits
- Peugeot 501 : 1913-1914, 202 exemplaires[19]
- Peugeot 502 : 1913-1914, 66 exemplaires[19]
- Peugeot 503 : 1913-1914, 82 exemplaires[19]
- Peugeot 504 : 1913-1914, 83 exemplaires[19]
- Peugeot 505 : 1913-1914, 72 exemplaires[19]
- Peugeot 506 : 1913-1914, 62 exemplaires[19]
- Peugeot 507 : 1913-1914, 30 exemplaires[19]
- Peugeot 1501 : 1914-1916, 150 exemplaires[19]
- Peugeot 1504 A/B : 1914-1916, 1 597 exemplaires[20]
- Peugeot 1515 : 1915-1916, 823 exemplaires[20]
- Peugeot 1524 : 1917-1920, 4 084 exemplaires[20]
- Peugeot 1525 (en) : 1917-1920, 482 exemplaires[19]
- Peugeot 1535 : 1920-1925, 550 exemplaires[19]

- Peugeot 156 : 1921-1923, 180 exemplaires[21]
- Peugeot 172 : 1922-1929, 5 793 exemplaires[21]
- Peugeot 1545 (de) : 1927-1930, 205 exemplaires[19]
- Peugeot 177 : 1928-1929, 5 672 exemplaires[21]
- Peugeot 183 : 1928-1931, 9 638 exemplaires[21]
- Peugeot 190 : 1928-1931, 33 677 exemplaires[21]
- Peugeot 201 : 1929-1937, 142 309 exemplaires[21]
- Peugeot 301 : 1932-1936, 70 497 exemplaires[21]
- Peugeot 401 : 1934-1935, 13 454 exemplaires[21]
- Peugeot 601 : 1934-1935, 3 999 exemplaires[21]
- Peugeot 402 : 1935-1941, 75 068 exemplaires[21]
- Peugeot 302 : 1936-1938, 25 083 exemplaires[21]
- Peugeot 202 : 1938-1949, 104 126 exemplaires[21]
- Peugeot 203 : 1948-1960, 685 828 exemplaires[21]
- Peugeot 403 : 1955-1966, 1 199 460 exemplaires[21]
- Peugeot 404 : 1960-1988
- Peugeot 204 : 1965-1976
- Peugeot 304 : 1969-1980, 1 178 425 exemplaires[21]
- Peugeot 504 : 1968-1985, 2 632 740 exemplaires[21]
- Peugeot 604 : 1975-1985, 151 812 exemplaires[21]
- Peugeot 305 : 1977-1988, 1 315 172 exemplaires[21]
- Peugeot 505 : 1978-1992, 912 998 exemplaires[21]
- Peugeot 405 : 1987-1996, 1 723 114 exemplaires[21]
- Peugeot 205 : 1984-1995, 1 100 828 exemplaires[21]
- Peugeot 605 : 1988-1999, 254 313 exemplaires[21]
- Peugeot 306 : 1994-1996, 41 313 exemplaires[21]
- Peugeot 406 : 1995-2004, 1 533 362 exemplaires[21]
- Peugeot 607 : 1998-2009, 168 070 exemplaires[21]
- Peugeot 307 : 2001-2008, 2 168 042 exemplaires[21]
- Peugeot 308 I : 2007-?, 1 921 077 exemplaires[21]
- Peugeot 3008 I : 2009-2017, 987 032 exemplaires[21]
- Peugeot 5008 I : 2010-2016, 354 798 exemplaires[21]
- Citroën DS5 : 2011-2018
- Peugeot 308 II : 2013-2021, 1 380 000 exemplaires[21]
- Peugeot 3008 II : 2016-
- Opel Grandland X : 2017-
- Peugeot 5008 II : 2019-

### Chiffres de production
| Année | Nb Véhicules | Types Véhicule                              |
| ----- | ------------ | ------------------------------------------- |
| 2005  | 412 546      | 607, 307                                    |
| 2006  | 330 219      | 607, 307                                    |
| 2007  | 325 845      | 607, 307, 308                               |
| 2008  | 287 804      | 607, 307, 308                               |
| 2009  | 270 000      | 607, 308, 3008, 5008 I                      |
| 2010  | 360 000      | 607 (arrêt en juillet), 308, 3008, 5008 I   |
| 2011  | 373 000      | 308, 3008, 5008 I, DS5                      |
| 2012  | 316 700      | 308, 3008, 5008 I, DS5                      |
| 2013  | 278 500      | 308, 3008, 5008 I, DS5                      |
| 2014  | 313 900      | 308, 3008, 5008 I, DS5                      |
| 2015  | 364 700      | 308, 3008, 5008 I, DS5                      |
| 2016  | 347 000      | 308, 3008, 3008 II, 5008 I, DS5             |
| 2017  | 425 000,     | 308, 3008 II, 5008 I, DS5, Opel Grandland X |

## Atelier de production
À la fin des années 1990, sous l'impulsion de Jean-Martin Folz, le site entame une cure de jouvence et de nombreux métiers disparaissent du site. L'outillage central est le premier de liste, suivront les ateliers de câblerie (confection des faisceaux automobile), sellerie (confections des sièges) et la dernière en date, la fonderie.
Il reste aujourd'hui sur le site, les ateliers :
- Emboutissage
- Ferrage
- Peinture
- Montage
- Qualité
- Logistique
- Mécanique

En 2011, PSA annonce la fin pour 2013 de la fabrication en interne des amortisseurs, dont la qualité était pourtant réputée. 600 personnes devraient être reclassées si cette fermeture est effective. En mai 2011, les effectifs de l'usine étaient de 11 972 salariés auxquels s'ajoutent 2 002 intérimaires et 810 personnes extérieures détachées sur le site.
En février 2017, PSA annonce un investissement de 200 millions d'euros sur le site pour y revoir complètement ses flux logistiques et le rendre plus flexible pour pouvoir produire jusqu'à six silhouettes différentes pour un volume annuel de 400 000 véhicules.

## Centre d'études
Environ 4 000 personnes travaillent au sein des activités de l'amont technico-industriel du groupe sur le site de Sochaux, et sur son site associé, le centre d'essais de Belchamp. Elles sont chargées de développer et expérimenter les futurs véhicules des marques de Stellantis, de la plate-forme 2 (dédiée aux véhicules moyenne gamme type 308 ou C4).

## Politique environnementale du site
Le site de Sochaux est certifié ISO 14001 depuis juillet 1999. Selon l'entreprise :
- En 8 ans, le site a divisé par 4 ses déchets non recyclés
- En 10 ans, le site a divisé par 5 sa consommation d’eau
- En 8 ans, le site a divisé par 4 ses rejets de CO2 dans l’atmosphère
- Le parking du personnel est couvert depuis 2010 de 9 300 m2 de panneaux solaires, d'une puissance totale de 1 400 kW-crête, soit l'équivalent de 450 tonnes de CO2 économisé par an[32]. L'usine de Sochaux (Doubs) veut avant fin 2021 installer 45 000 autres modules photovoltaïques, sur des ombrières qui abriteront 10 000 voitures (20 ha) en attente d’expédition. Avec 20 mégawatts (MW) ce sera la plus grosse centrale photovoltaïque de France. Engie Green paye toute l’installation (22 millions d'euros) et en échange bénéficie de 30 ans d’exploitation. 10 ha supplémentaires sont prévus ensuite. Le projet est lauréat d'un appel d'offres de la Commission de régulation de l'énergie (CRE)[33].
- Cette politique de maîtrise de la consommation de l’énergie a été reconnue en 2012 par une certification de son système de management de l’énergie selon le référentiel de la nouvelle norme ISO 50001 (premier site industriel français à l'obtenir), bientôt suivi par le centre de production de Mulhouse[23].

### Filmographie
- Avec le sang des autres, film documentaire de Bruno Muel, France, 1974, 50'
- Sochaux, cadences en chaîne, film documentaire de Laurence Jourdan, France, 2010, 55'